# Erlensterben
Das Erlensterben, auch Phytophthora-Wurzelhalsfäule der Erlen genannt, ist eine Erkrankung von Erlen durch Befall mit einer der drei spezifisch nur an Erle auftretenden Scheinpilzarten aus der Gattung Phytophthora innerhalb der Eipilze (Oomycota). 2004 wurden diese Arten noch als Unterarten einer einzigen Art namens Phytophthora alni aufgefasst, bis sie 2015 schließlich als Arten eingestuft wurden mit den neuen Namen Phytophthora ×alni, Phytophthora uniformis und Phytophthora ×multiformis. Alle drei Arten dringen entweder im Bereich des Stammfußes in den Baum ein. Die größte Virulenz weist dabei Phytophthora ×alni auf, die auch der Hauptverursacher des Erlensterbens ist.
Die Krankheitssymptome werden bei Erlen seit Ende des 20. Jahrhunderts beobachtet. Der Befall führt zu einer Wurzel- oder Wurzelhalsfäule. Infizierte Bäume sterben meist schon nach wenigen Monaten ab. Häufig sind gleich ganze Gehölzsäume betroffen. Unter den Erlen ist vor allem die Schwarzerle (Alnus glutinosa) betroffen, das Erlensterben wurde aber auch an Grauerlen (Alnus incana) sowie der italienischen Erle (Alnus cordata) beobachtet. Die Grünerle (Alnus alnobetula) wurde zwar in Versuchen ebenfalls geschädigt, im Freiland wurde bislang aber nur selten eine Infektion festgestellt.
P. uniformis wurde in Amerika in Alaska und Oregon nachgewiesen und gelangte vermutlich durch Fischimporte nach Europa. In Europa fand an mehreren Standorten eine Hybridisierung mit der wahrscheinlich in Europa entstandenen P. ×multiformis statt, woraus P. ×alni entstand. Das Erlensterben hat sich zunächst in West- und später in Mitteleuropa ausgebreitet.
In Deutschland wurde die Krankheit 1995 erstmals nachgewiesen. Seither wurden Funde aus mehreren Bundesländern gemeldet.

## Symptome
Befallene Erlen bilden nur wenige und kleine Blätter, die meist ungewöhnlich hell (grünlich-gelb) sind und frühzeitig abgeworfen werden. Auch finden sich tote Äste in der Krone. Manchmal bilden sich am Stamm zudem Angsttriebe, welche wohl die Schäden im Kronenbereich ausgleichen sollen. Als weitere Stressreaktion kann es zu starkem Blühen und Zapfenbildung kommen, auch bei Jungbäumen. Je weiter die Erkrankung voranschreitet, desto spärlicher treiben Bäume aller Altersstufen im Frühjahr aus, die gesamte Krone bleibt schütter, kleinblättrig und die gesamte Vegetationszeit über gelblich.
Charakteristisch für Phythophthora alni sind schwarz-braune nässende Flecken, die sich am Stammanlauf bilden und sich später stammaufwärts ausdehnen. Im Verlauf der Krankheit wachsen die Flecken zusammen und bilden sogenannte Teerflecken, aus denen der Baum stark blutet.
Wenn man die Rinde vorsichtig abschält, zeigt sich darunter eine zungenförmige, rötlichbraune Verfärbung als Folge des Absterbens der Rinde (Nekrose). Das kranke Gewebe reicht bis in das Xylem, sodass die Krone nicht mehr ausreichend mit Wasser und Nährstoffen versorgt werden kann.
Die aufgeführten Symptome für sich alleine genommen können auch andere Ursachen haben als eine Infektion mit Phytophthora. So kann eine Schädigung des Wurzelgewebes auch die Folge einer Überflutung sein. Ebenso kann der Erlenblattkäfer (Agelastica alni), welcher Blätter frisst, ähnliche Schäden im Kronenbereich verursachen, die jedoch für den Baum nur selten tödlich sind.

## Ausbreitung
Die Ausbreitung der Erlen-Phythophthora ist noch nicht vollständig erforscht. Wie andere Phytophthora-Arten ist eine Verbreitung über längere Strecken durch Wasserläufe anzunehmen, was auch durch die begeißelten Zoosporen erklärt wird. Das Phänomen kann jedoch nicht nur an Wasserläufen, sondern auch im Bestandesinnern beobachtet werden.
Generell bieten Staunässe und Überflutung bei niedrigen bis gemäßigten Temperaturen ideale Bedingungen für den Erreger. Daher ist der Pilz im Herbst und im Frühjahr besonders aktiv. Es gibt Hinweise darauf, dass saure pH-Werte das Auftreten des Erlensterbens begünstigen. Die Überdauerung von ungünstigen klimatischen Bedingungen ist noch nicht vollständig geklärt. Infrage kommen jedoch die Bildung von Dauersporen und die zeitweise Ernährung von totem organischen Material in abgestorbenen Erlen.

## Infektion der Erlen
Der Erreger kann über Wunden an Wurzeln und Stammansatz Erlen infizieren. Auch ist das Eindringen durch die natürlichen interzellulären Öffnungen (Lentizellen) am Stamm sowie über die Feinwurzeln nicht auszuschließen.
Stark wechselnde Wasserstände im Bereich der Rhizosphäre können die Infektion über die Wurzeln begünstigen, da hierbei leicht Verletzungen im Wurzelbereich auftreten.
Ist der Erreger bis zum Wurzelanlauf oder Stammgrund vorgedrungen, breitet er sich schnell im befallenen Baum aus und besiedelt vorwiegend das Kambium und das angrenzende Gewebe des Phloems und Xylems. Das befallene Gewebe färbt sich braun und stirbt ab, wodurch die Wasser- und Nährstoffversorgung des Baumes unterbrochen wird.
Die Krankheit kann recht unterschiedlich verlaufen. Ein frühzeitiger Tod schon nach wenigen Monaten ist möglich. Die Krankheit muss aber nicht zwingend zum Absterben des Baumes führen. Befallene Bäume sind jedoch stark geschwächt und somit anfällig für weitere Krankheitserreger und Schädlinge.

## Bekämpfung
Eine chemische Bekämpfung ist aufgrund der gesetzlichen Bestimmungen ausgeschlossen. Antagonisten sind bisher nicht bekannt. Zur Bekämpfung des Erlensterbens sind daher lediglich das Fällen befallener Bäumen (inklusive Entfernung der Wurzel) und die vollständige Vernichtung des Holzes möglich. Bei Neuanpflanzungen sollte auf Naturverjüngung gesetzt werden oder auf Saatgut unterschiedlicher Herkünfte zurückgegriffen werden. Auch sollten Flächen, auf denen Phythophthora alni bereits nachgewiesen wurde sowie Flächen mit Staunässe gemieden werden, um das Risiko einer Infektion zu minimieren.